# Эластичность предложения по цене
Эластичность предложения по цене (англ. Price elasticity of supply) — показатель процентного изменения предложения какого-либо товара или услуги в результате изменения цены.

## Определение
Эластичность предложения по цене — показатель степени чувствительности, процентного изменения предложения на какой-либо товар или услугу в результате изменения цены товара. Показатель эластичности предложения по цене {\displaystyle E_{P}^{S}} определяется отношением относительного изменения объёма предложения на товар {\displaystyle X} к относительному изменению цен и рассчитывается как:
{\displaystyle E_{P}^{S}={\frac {\Delta Q_{X}/Q_{X}}{\Delta P/P}}={\frac {\Delta Q_{X}}{\Delta P}}{\frac {P}{Q_{X}}}},
где {\displaystyle S} — это верхний индекс предложения, {\displaystyle Q_{X}} — количество предлагаемого товара {\displaystyle X}, {\displaystyle P} — цена товара.

## Значения

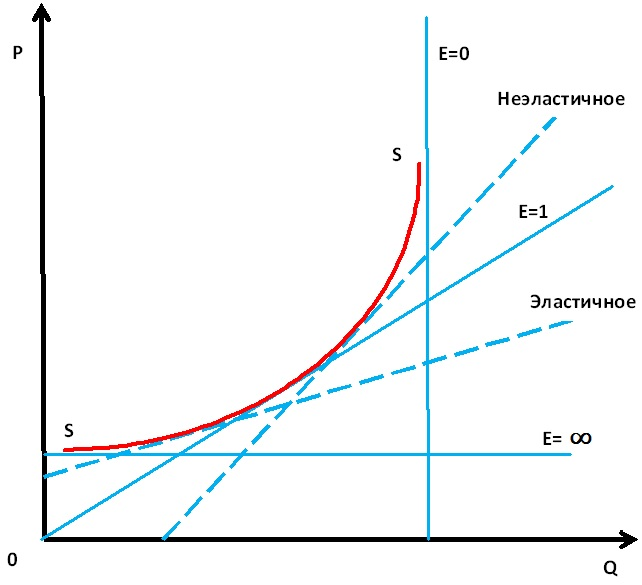
Эластичность предложения по цене

Если коэффициент эластичности предложения по цене нулевой {\displaystyle E_{P}^{S}=0}, то это абсолютно неэластичное предложение, когда предложение товара не меняется при изменении цены. Это значение коэффициента характерно для кривой предложения текущего периода, а кривая предложения имеет форму строго вертикальную.
Если коэффициент эластичности предложения по цене меньше единицы {\displaystyle 0<E_{P}^{S}<1}, то это неэластичное предложение, когда значение предложения изменяется на меньший процент, чем цена. Это значение коэффициента характерно для кривой предложения краткосрочного периода. Для всех цен кривая предложения, пересекающая ось объёма продукции, будет неэластичной для всех точек на кривой предложения.
Если коэффициент эластичности предложения по цене равен единице {\displaystyle E_{P}^{S}=1}, то это предложение единичной эластичности. Для всех цен кривая предложения, пересекающая начало координат, будет иметь единичную эластичность.
Если коэффициент эластичности предложения по цене больше единицы {\displaystyle 1<E_{P}^{S}<\infty }, то это эластичное предложение, когда значение предложения изменяется на больший процент, чем цена. Это значение коэффициента характерно для кривой предложения долгосрочного периода. Для всех цен кривая предложения, пересекающая ось цен, будет эластичной.
Если коэффициент эластичности предложения по цене равен бесконечности {\displaystyle E_{P}^{S}=\infty }, то это абсолютно эластичное предложение, когда значение предложения изменяется бесконечно при малом изменении цены. Это значение коэффициента характерно для долгосрочного периода, а кривая предложения имеет форму строго горизонтальную.
Если кривая предложения имеет нелинейную форму, то проведя касательную в любой точке, можно определить какую ось пересекает данная касательная, и по ней определить степень эластичности именно данной точки на кривой предложения.

## Факторы

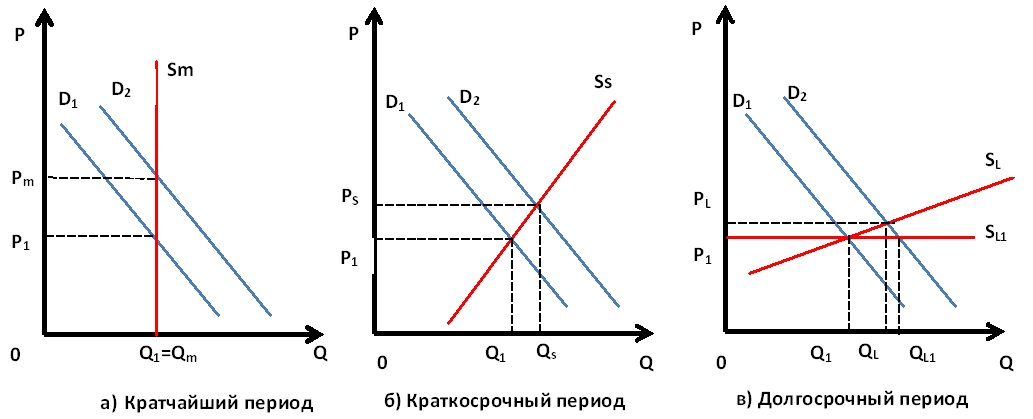
Фактор времени и эластичность предложения

Эластичность предложения товара или услуги зависит от следующих факторов: 
Возможности длительного хранения и стоимости хранения, когда отсутствие возможности хранения длительное время товара, приводит к высокой стоимости этого товара, а кривая предложения данного товара имеет низкую эластичность предложения по цене.
Производственный процесс, когда производитель товара может увеличить объёмы выпуска при росте цены на этот товар или услугу и снизить объёмы выпуска при снижении его цены, то кривая предложения будет эластичной.
Цены других товаров или ресурсов, определяя степень перекрестной эластичности предложения товара или услуги.
Степень использования ресурсов (трудовых, материальных и природных), когда отсутствие этих ресурсов определяет низкую эластичность предложения товара или услуги.
Количество времени, имеющегося у производителя для того, чтобы отреагировать на изменение цены товара. Чем больше времени будет проходить, тем больше изменится объём производства, и тем выше будет эластичность предложения. Классифицируются три периода: кратчайший, краткосрочный и долгосрочный:
- Текущий (кратчайший) период, в котором производитель не успевает отреагировать на изменение спроса и цены (производитель не успевает произвести дополнительно или убрать с рынка товар). Таким образом, предложение является фиксированным. Кривая предложения в текущем периоде является абсолютно неэластичной, возникает существенный рост (падение) цены[3].
- Краткосрочный период, в котором производитель имеет достаточного времени для использования текущих производственных мощностей, но количество новых производителей не возникает. Кривая предложения в краткосрочном периоде является низко эластичной, а цены изменятся не столь существенно[3].
- Долгосрочный период, в котором производитель успевает расширить (сократить) собственные производственные мощности, количество фирм на рынке может измениться. Кривая предложения в долгосрочном периоде является высокоэластичной или абсолютно эластичной, а цены изменяются незначительно или совсем не изменяются[3].